# Anon (pel·lícula)
Anon és una pel·lícula britànica de ciència-ficció i thriller del 2018 dirigida i escrita per Andrew Niccol, i finançada per Sky Cinema Original Films. La pel·lícula és protagonitzada per Amanda Seyfried i Clive Owen, amb Colm Feore, Mark O'Brien, Sonya Walger, Joe Pingue, i Iddo Goldberg apareixent de secundaris. La història se situa en un món futurista on la privadesa i l'anonimat ja no existeixen. La trama segueix un detectiu amb problemes (Owen) que es troba amb una dona jove (Seyfried) que ha pogut evitar el sistema de transparència del govern. El film va ser estrenat a la plataforma de reproducció en línia Netflix com una producció pròpia "Netflix Original" el 4 de maig de 2018.